# Веряжа
Веря́жа — річка в Новгородському районі Новгородської області Росії. 
Бере початок в озері Вяжицькому, яке розташоване в центрі верхового болота Долговський Мох. Впадає в озеро Ільмень. Довжина — 51 км. Загальна довжина з притоками — 128 км. Належить басейну Балтійського моря. 
- Витік 58°38′59″ пн. ш. 31°04′25″ сх. д. / 58.6498° пн. ш. 31.0736° сх. д.
- Гирло 58°19′42″ пн. ш. 31°05′40″ сх. д. / 58.3282° пн. ш. 31.0945° сх. д.

Веряжа є рівнинною річкою. Її русло проходить по Приільменської низовини, що в нижній течії обумовлює великі розливи під час весняної повені. Середня швидкість течії — 0,1 м/с. Ширина у пониззі досягає 50 м, глибина — 2 м. Береги, практично на всьому протязі річки, низькі, пологі, заплавні. Площа водозбору — 359 км². 
Долина річки сформувалася в результаті проходження і танення льодовика в четвертинний період (Валдайське заледеніння) і складена піщано-глинястими породами, має одну терасу. 
Тип живлення річки змішаний: снігове — 50—60%, дощове — 20—30%, ґрунтове — 10—20%. 
На березі Веряжі у верхів'ї стоять Вяжищський і Сирків монастирі, у пониззі — Клопський монастир. 
Річка бере свій початок в лісовому озері, протікає по західній околиці Великого Новгорода, в тому числі служачи кордоном з селом Григорово. Нижче за течією, на правому березі річки, знаходиться найбільший селище міського типу Новгородської області — Панковка. Проходячи через Великий Новгород, річка значно забруднюється. Після міста, приблизно через 20 км, вона впадає в озеро Ільмень і, вже з водами Волхова, знову повертається на територію Новгорода, в зону міського водозабору. Зважаючи на таку географічну особливість, Веряжа є предметом особливої уваги новгородських екологів. 
Між руслом Веряжі в нижній течії і берегом озера Ільмень знаходиться історична місцевість Ільменське Поозер’я. 
У 1983 році в районі села Сергово через Веряжу був побудований автомобільний міст, який з'єднав Поозер'я з автодорогою Великий Новгород—Шимськ.